# Senargent-Mignafans
Senargent-Mignafans é uma comuna francesa na região administrativa de Borgonha-Franco-Condado, no departamento de Alto Sona. Estende-se por uma área de 10,77 km². Em 2010 a comuna tinha 296 habitantes (densidade: 27,5 hab./km²).